# Akfadou
Akfadou (em árabe: أكفادو) é uma comuna localizada na província de Bugia, Argélia. Segundo o censo de 2008, a população total da cidade era de 7 358 habitantes.
Alternativamente, a cidade e sua área local são conhecidos como Agfadou.